# NGC 4985
NGC 4985 ist eine 13,8 mag helle Radiogalaxie  vom Hubble-Typ S0 im Sternbild der Jagdhunde.
Sie wurde am 9. April 1787 von Wilhelm Herschel mit einem 18,7-Zoll-Spiegelteleskop entdeckt, der sie dabei mit „vF, vS, lbM“ beschrieb.